# جروم تامز
جروم تامز (انگلیسی: Jerome Thoms؛ ۷ اکتبر ۱۹۰۷ – ۱ نوامبر ۱۹۷۷) تدوین‌گر فیلم اهل ایالات متحده آمریکا بود.
وی تدوین‌گر نقاب شیطان (۱۹۴۶)، آمریکای زیرزمینی (۱۹۶۰)، دالان شوک (۱۹۶۳)، بوسه عریان (۱۹۶۴)،، هرچه قوی‌تر، سخت‌تر زمین‌می‌خوری (۱۹۵۶)، گربه‌های جهنمی نیروی دریایی (۱۹۵۷)، هفتمین سفر سندباد (۱۹۵۸)، و مردان خشن (۱۹۵۵) و بسیاری فیلم دیگر است.